# ABCC6
La proteína codificada por el gen ABCC6 es un miembro de la superfamilia de los transportadores ABC.
Las proteínas ABC transportan varias moléculas a través de membranas extra e intracelulares. Los genes ABC están divididos en siete subfamilias (ABC1, MDR/TAP, MRP, ALD, OABP, GCN20, White). La proteína codificada por ABCC6 es un miembro de la subfamilia MRP, que está involucrada en la resistencia contra multi-drogas.

## Patología
Mutaciones en esta proteína causan pseudoxantoma elástico (PXE).  Las mutaciones más comunes, R1141X y 23-29del, dan cuenta del 25% de las mutaciones documentadas.